# شينغو كاتاياما
شينغو كاتاياما (باليابانية: 片山晋呉؛ بالكانا: かたやま しんご) هو لاعب غولف ياباني، ولد في 31 يناير 1973 في تشيكوسه في اليابان.

## وصلات خارجية
- شينغو كاتاياما على موقع رابطة لاعبي الغولف المحترفين (الإنجليزية)
- شينغو كاتاياما على موقع رابطة اليابان للاعبي الغولف المحترفين (الإنجليزية)
- شينغو كاتاياما على موقع التصنيف العالمي الرسمي للغولف (الإنجليزية)
- شينغو كاتاياما على موقع اللجنة الأولمبية الدولية (الإنجليزية)
- شينغو كاتاياما على موقع أوليمبيديا (الإنجليزية)